# Bandihole, Krishnarajpet
Bandihole là một làng thuộc tehsil Krishnarajpet, huyện Mandya, bang Karnataka, Ấn Độ.